# Mathias Florén
Mathias Florén est un footballeur suédois, né le 11 août 1976 à Söderhamn en Suède. Il évoluait comme arrière gauche.

## Sélection
- Suède : 2 sélections
- Première sélection le 1er février 2001 : Suède - Finlande  (0-1)
- Dernière sélection le 10 février 2001 : Thaïlande - Suède (1-4)

Mathias Florén obtient sa première cape en tant que titulaire le 1er février 2001 lors d'un match amical face au voisin finlandais.
Dans la foulée il part avec sa sélection pour une tournée en Asie pendant laquelle les nordiques affrontent la Thaïlande, le Qatar et la Chine par deux fois.
Mathias ne participe qu'au premier match contre la Thaïlande en tant que titulaire une nouvelle fois, ce qui constitue à ce jour son dernier match international.

## Palmarès
IF Elfsborg
- Vainqueur de la Supercoupe de Suède (1) : 2007